# ساشا اندروز
ساشا اندروز (بالإنجليزية: Sasha Andrews)‏ (14 فبراير 1983 بإدمونتون في كندا - ) هي لاعبة كرة قدم أسترالية في مركز الدفاع. شاركت مع منتخب كندا لكرة القدم للسيدات. أما مع النوادي، فقد لعبت مع Pali Blues ‏ وVancouver Whitecaps FC (women) ‏ وOrange County SC ‏ وبرث غلوري إف سي وUngmennafélagið Afturelding ‏.

## وصلات خارجية
- ساشا اندروز على موقع الاتحاد الدولي (مؤرشف)  (الإنجليزية)
- ساشا اندروز على موقع قاعدة بيانات كرة القدم.إي يو (الإنجليزية)